# Ærkebiskop af Canterbury
 Der er for få eller ingen kildehenvisninger i denne artikel, hvilket er et problem. Du kan hjælpe ved at angive troværdige kilder til de påstande, som fremføres i artiklen.

Ærkebiskoppen af Canterbury er foruden at være biskop i Canterbury også den engelske kirkes øverste leder samt hele den anglikanske kirkes åndelige overhoved på verdensplan. Den nuværende ærkebiskop siden 2013 er Justin Welby.
Ærkebiskoppen af Canterbury er ærkebiskop for en kirkeprovins, der udgør de sydlige to tredjedele af England. Den anden engelske ærkebiskop, ærkebiskoppen af York, er ærkebiskop for den nordlige tredjedel, men ærkebiskoppen af Canterbury har forrang og regnes dermed for den øverste gejstlige leder (primas) for hele England.
Ærkebiskoppen af Canterbury kroner også den britiske monark i Westminster Abbey.
Den første ærkebiskop af Canterbury var Augustin af Canterbury (598-604). Posten har også været beklædt af bl.a. Anselm af Canterbury (1093-1109).